# Опеньский, Генрих
Генрих Опеньский (пол. Henryk Opieński; 13 января 1870, Краков, Австро-Венгрия — 21 января 1942, Морж, Швейцария) — польский композитор, музыкальный педагог, музыкальный писатель, редактор. Доктор наук.

## Биография
Родился 13 января 1870 года в Кракове, Австро-Венгрия. 
Окончил Политехнический институт в Праге, получил диплом инженера-химика.
С 1892 года учился музыке (композиция) у В. Желеньского в Кракове; с 1895 года — в Париже у З. Стоёвского и И. Падеревского, позже у В. д’Энди в Париже и Г. Урбана в Берлине. Играл с оркестрами Grand Opera и Colonne. В 1901 году приехал на родину[уточнить] и стал скрипачом Варшавского филармонического оркестра, а также организатором и дирижёром хора филармонии в Варшаве.
В 1906 году учился дирижированию у А. Никиша в Лейпциге. Дебютировал, как оперный дирижёр во Львове в 1906 году, в 1908—1911 годах был дирижёром Варшавской оперы, в 1913—1914 годах — организатором симфонического оркестра и музыкальным руководителем Польского театра в Варшаве. В 1911 году был основателем первого в Польше музыковедческого журнала «Kwartalnik Muzyczny», который редактировал до 1914 года. Сотрудничал с изданием «Музыкальное Эхо».
Во время Первой мировой войны жил в Лозанне, где руководил хором Motet et Madrigal в Морже. В 1920 году на родине создал первую в Польше Музыкальную Академию.
Как композитор написал две оперы («Maria» и «Jakub lutnista»), несколько музыкальных пьес и хоровых произведений, три симфонических произведения, камерную музыку и песни. Кроме того, он также написал несколько музыкально-исторических произведений (кантата в честь Мицкевича), романсы, скрипичные пьесы и другое.
Умер 21 января 1942 года в Морже. Похоронен на кладбище Толошна.